# NGC 39
NGC 39 je galaksija u zviježđu Andromeda.

## Vanjske poveznice
- SEDS: NGC 0039